# 阿特劳利亚
阿特劳利亚（Atraulia），是印度北方邦Azamgarh县的一个城镇。总人口11302（2001年）。

## 人口
该地2001年总人口11302人，其中男性5939人，女性5363人；0—6岁人口1994人，其中男1042人，女952人；识字率60.78%，其中男性为70.08%，女性为50.48%。